# گوف‌فردو ماملی

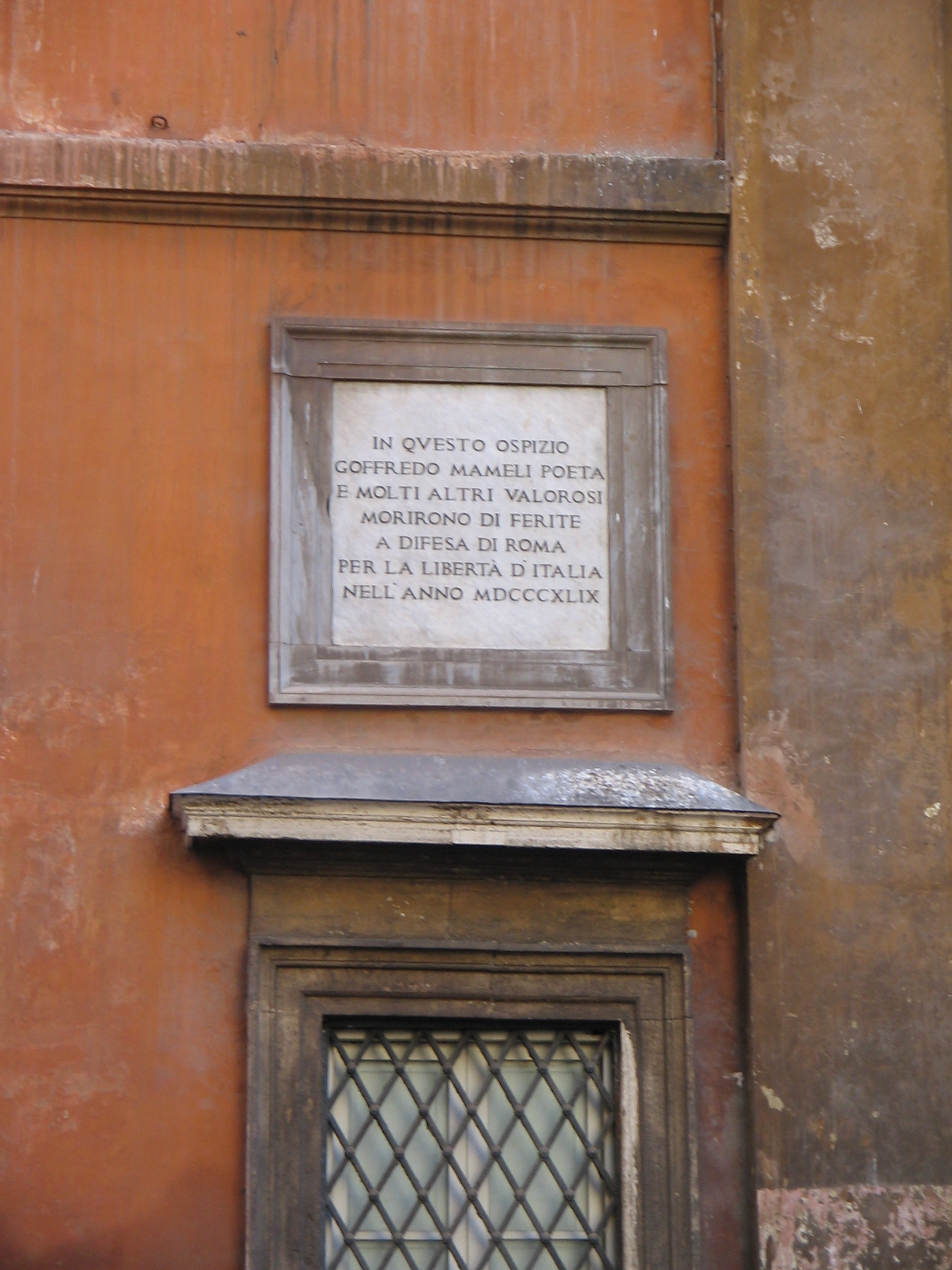
لوح یادبود در کلیسای ترینیتا د پل‌لگرینی، رم. در متن آمده است: «در این آسایشگاه، شاعر گوف‌فردو ماملی و بسیاری از مردان دلیر دیگر در دفاع از رم برای آزادی ایتالیا بر اثر جراحات جان باختند.»

گوف‌فردو ماملی (تلفظ ایتالیایی: [ɡofˈfre:do maˈmɛ:li]؛ ۵ سپتامبر ۱۸۲۷ – ۶ ژوئیه ۱۸۴۹) میهن‌پرست، شاعر، نویسنده ایتالیایی و یکی از چهره‌های برجسته در وحدت ایتالیا بود. او همچنین نویسنده اشعار سرود ملی ایتالیا است.

## زندگی‌نامه
پسر یک دریابد اشرافی ساردینی، ماملی اهل جنوا بود که در آنجا متولد شد و پدرش فرماندهی ناوگان پادشاهی ساردینیا را بر عهده داشت. در سن هفت سالگی برای فرار از خطر ابتلا به وبا به ساردینیا، نزد پدربزرگش فرستاده شد، اما به زودی برای تکمیل تحصیلات خود به جنوا بازگشت.
دستاوردهای زندگی بسیار کوتاه ماملی تنها در دو سال متمرکز شده است و در این مدت او نقش‌های عمده‌ای در جنبش های شورشی و وحدت ایتالیا ایفا کرد. در سال ۱۸۴۷ ماملی به جنبش انتلما پیوست، جنبشی فرهنگی که به زودی به یک جنبش سیاسی تبدیل شد و در اینجا به نظریه‌های جوزپه مازینی علاقه‌مند شد.
ماملی عمیقاً درگیر جنبش‌های ملی‌گرایانه بود و اقدامات "دیدنی" بیشتری از وی به یادگار مانده است، مانند نمایش سه رنگ (پرچم فعلی ایتالیا که در آن زمان ممنوع بود) برای جشن اخراج اتریشی‌ها در سال ۱۸۴۶.
او در جنوا بیشتر روی جنبه‌های ادبی کار کرد، چندین سرود و آهنگ‌های دیگر نوشت، مدیر روزنامه دیاریو دل پوپولو ("روزنامه مردم") شد و کمپین مطبوعاتی برای جنگ علیه اتریش را ترویج کرد.
ماملی به رم رسید، جایی که پلگرینو روسی به قتل رسیده بود و در فعالیت‌های مخفی برای اعلام (۹ فوریه ۱۸۴۹) جمهوری روم کمک کرد. ماملی سپس به فلورانس رفت و در آنجا پیشنهاد ایجاد یک ایالت مشترک بین توسکانی و لاتیوم را داد.

## درگذشت

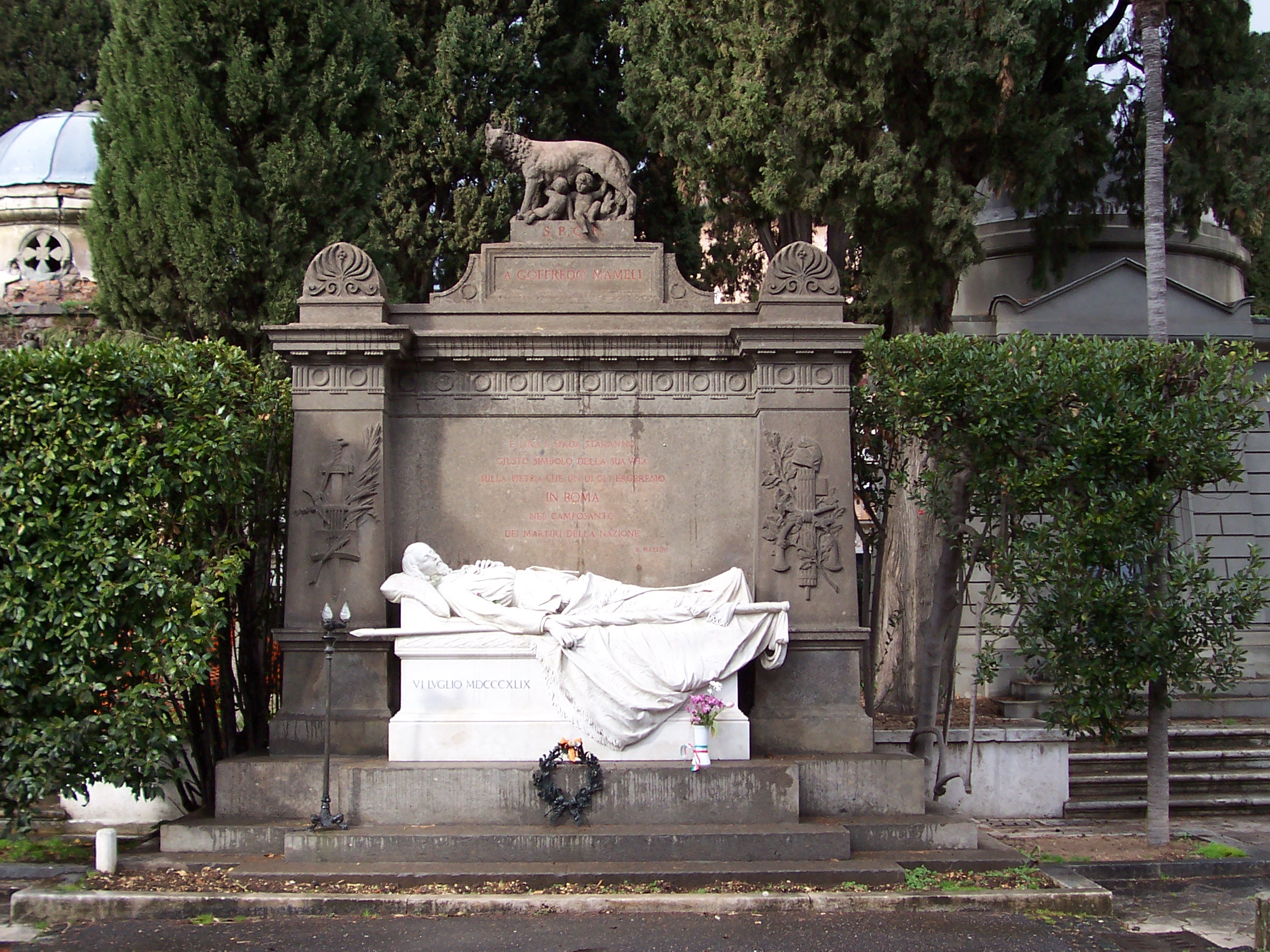
بنای یادبود لوچیانو کامپیسی به ماملی در کامپو ورانو، رم، سال ۱۸۹۱

در طول محاصره رم، او یکی از دستیاران جوزپه گاریبالدی بود که ولتری (۱۹ مه) و به ویژه در دفاع از ویلا دل واسلو در تپه یانیکولوم جنگید. او در آخرین حمله ۳ ژوئن در ویلا کورسینی، تحت اشغال فرانسوی‌ها، از ناحیه پای چپ توسط فرانسوی‌ها مجروح شد. ماملی از قانقاریا رنج می‌برد که دکتر پیترو ماستری پس از چهار روز آن را تشخیص داد. پس از مشورت با ماستری و سایر پزشکان، تصمیم به قطع پا گرفته شد که توسط جراح پائولو ماریا رافالو بارونی انجام شد. با وجود این، در ۶ ژوئیه ۱۸۴۹، در سن ۲۱ سالگی، در آسایشگاه ترینیتا د پل‌لگرینی، عفونت به تدریج به حدی گسترش یافت که باعث مرگ بر اثر سپتیسمی شد.
او ابتدا در کامپو ورانو در رم به خاک سپرده شد، اما بقایای او در سال ۱۹۴۱ به آرامگاه اوساریو دل جانیکولوم منتقل شد.